# Bundesverband Musikindustrie
Der Bundesverband Musikindustrie (BVMI) ist ein Interessenverband der Musikindustrie in Deutschland in der Rechtsform eines eingetragenen Vereins mit Sitz in Berlin.

## Geschichte
Der BVMI entstand 2007 aus der Verschmelzung der 1958 gegründeten deutschen Vertretung der International Federation of the Phonographic Industry (IFPI) und des Bundesverbandes der Phonographischen Wirtschaft. Er ist Mitglied im Netzwerk Europäische Bewegung Deutschland. Von 2007 bis 2017 war Dieter Gorny Vorsitzender des Verbands.
Die Deutsche Phono-Akademie, das Kulturinstitut des Bundesverbandes Musikindustrie, war Ausrichter der bis 2018 stattfindenden Veranstaltungen Echo, Echo Klassik und Echo Jazz. Weiterhin beauftragt und kontrolliert der Verband über die GfK die Erstellung der offiziellen deutschen Musikcharts und verfügt über Datenbanken aller Preisträger der Gold-/Platin-/Diamond-Awards, ehemals Goldene Schallplatte. Der BVMI veröffentlicht jährlich die offiziellen Zahlen zum deutschen Musikmarkt in einem Jahrbuch Musikindustrie in Zahlen. Zur Orientierung der Verbraucher bei der Nutzung von Musik im Internet hat der BVMI 2013 die Initiative PLAYFAIR ins Leben gerufen.

## Auszeichnungen für Verkäufe und Nutzung
Der BVMI vergibt offiziell die Auszeichnungen für Musikverkäufe und -nutzung für alle nach dem 1. Januar 1975 erschienenen Tonträger bzw. für alle nach dem 1. Januar 2002 erschienenen Bildtonträger. Die betroffenen Plattenfirmen müssen die Zertifizierungen beantragen, eine automatische Vergabe der Auszeichnungen erfolgt nicht.

### Verleihungsgrenzen
Bis zum 30. Juni 2023 richteten sich die Verleihungsgrenzen für alle Produkte nach dem Datum der Erstveröffentlichung. Seitdem gilt für Single-Produkte unabhängig vom Erscheinungsdatum die neueste Schwelle, während bei Alben weiterhin die Erstveröffentlichung maßgeblich ist.

#### Alben
Die folgenden Verleihungsgrenzen gelten für alle Albumveröffentlichungen, hierzu zählen auch die extra verliehenen Auszeichnungen für Hörbücher, den Comedy-Award, den Kids-Award sowie für Klassik. Diamantene Schallplatten werden nur für Musikprodukte verliehen.
| Auszeichnung | bis 24. September 1999 | bis 31. Dezember 2002 | bis 31. Dezember 2012 | bis 29. Juni 2023 | seit 30. Juni 2023 |
| ------------ | ---------------------- | --------------------- | --------------------- | ----------------- | ------------------ |
| Gold         | 250.000                | 150.000               | 100.000               | 100.000           | 75.000             |
| Platin       | 500.000                | 300.000               | 200.000               | 200.000           | 150.000            |
| 3× Gold      | 750.000                | 450.000               | 300.000               | 300.000           | 225.000            |
| 2× Platin    | 1.000.000              | 600.000               | 400.000               | 400.000           | 300.000            |
| …            |                        |                       |                       |                   |                    |
| Diamant      | —                      | —                     | —                     | 750.000           | 750.000            |

#### Singles

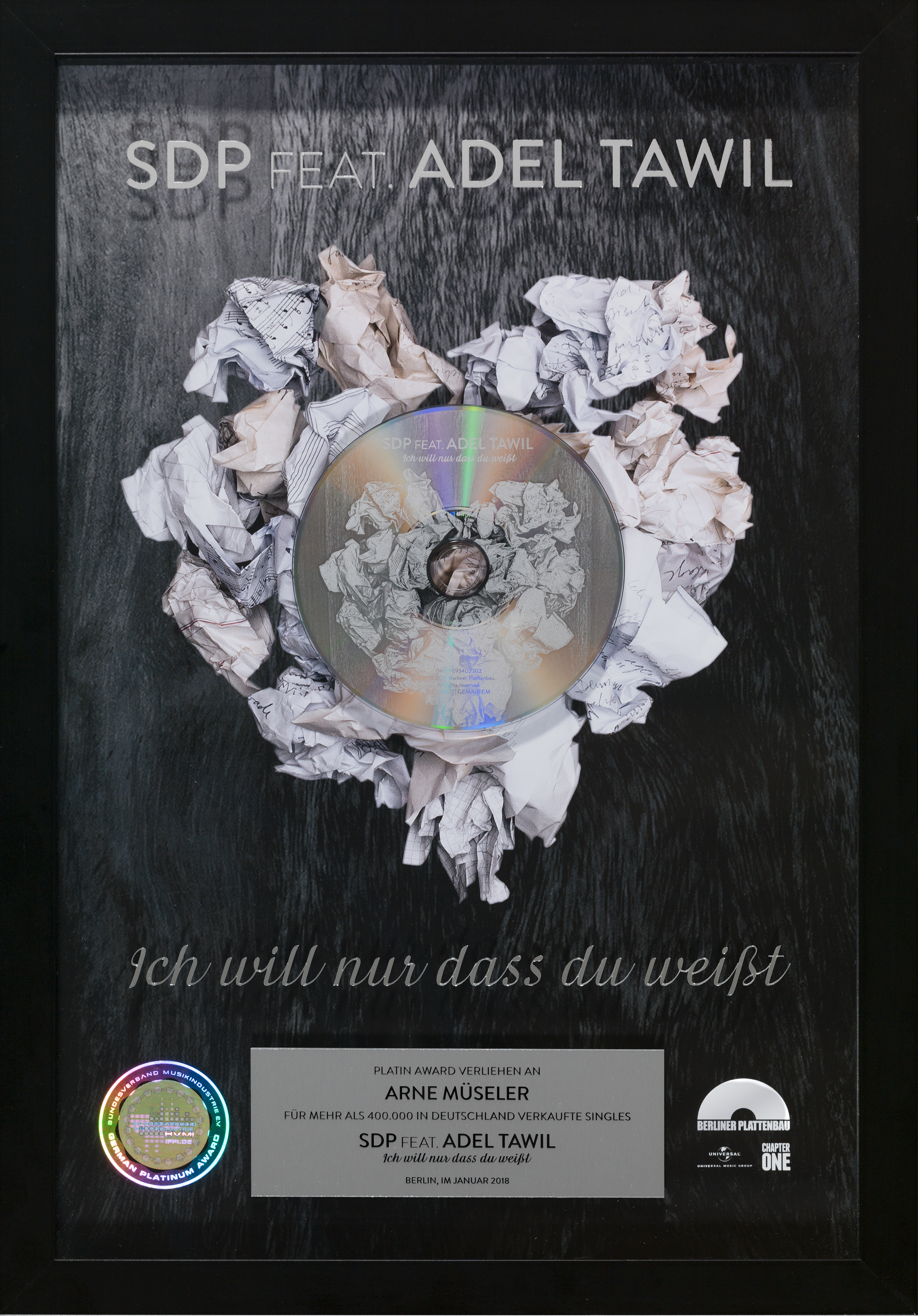
Platin-Award für Ich will nur dass du weißt von SDP feat. Adel Tawil für über 400.000 verkaufte Singles

| Auszeichnung | bis 31. Dezember 2002 | bis 31. Dezember 2012 | bis 31. Mai 2014 | bis 29. Juni 2023 | seit 30. Juni 2023 |
| ------------ | --------------------- | --------------------- | ---------------- | ----------------- | ------------------ |
| Gold         | 250.000               | 150.000               | 150.000          | 200.000           | 300.000            |
| Platin       | 500.000               | 300.000               | 300.000          | 400.000           | 600.000            |
| 3× Gold      | 750.000               | 450.000               | 450.000          | 600.000           | 900.000            |
| 2× Platin    | 1.000.000             | 600.000               | 600.000          | 800.000           | 1.200.000          |
| …            |                       |                       |                  |                   |                    |
| Diamant      | —                     | —                     | 1.000.000        | 1.000.000         | 1.500.000          |

#### Videoalben
Die folgenden Verleihungsgrenzen gelten für alle Veröffentlichungen von Videoalben, hierzu zählen auch die extra verliehenen Comedy-Awards und Kids-Awards.
| Auszeichnung | seit 1. Januar 2002 |
| ------------ | ------------------- |
| Gold         | 25.000              |
| Platin       | 50.000              |
| 3× Gold      | 75.000              |
| 2× Platin    | 100.000             |
| …            |                     |

#### Klassische Musikprodukte
| Auszeichnung | seit 1. Januar 2020 |
| ------------ | ------------------- |
| Gold         | 30.000              |
| Platin       | 60.000              |
| 3× Gold      | 90.000              |
| 2× Platin    | 120.000             |
| …            |                     |

### Jazz-Award
| Auszeichnung | seit 1. Januar 1992 |
| ------------ | ------------------- |
| Gold         | 10.000              |
| Platin       | 20.000              |
| 3× Gold      | 30.000              |
| 2× Platin    | 40.000              |
| …            |                     |